# Мэрфи, Скотт
Скотт Мэрфи (родился 13 октября 1954 года) — американский разработчик игр, программист, сценарист. Является разработчиком нескольких приключенческих игр, в основном для фирмы Sierra On-Line. Больше всего он известен как создатель серии Space Quest.

## Биография
Скотт Мэрфи начинал, как повар в ресторане, в городе Оукхёрст, штат Калифорния. Когда его друг Даг Олдфилд присоединился к Sierra, Мэрфи заметил, что любит приключенческие игры и вскоре тоже вступил в компанию. Мэрфи прошел путь от технической поддержки игроков до создания игр. Впервые он работал с Марком Кроу над игрой The Black Cauldron. Кроу был главным художником, а Скотту досталась роль программиста. Мэрфи постепенно стал единственным программистом проекта: "Я много летних ночей провел за исправлением ошибок в Black Cauldron. И когда я закончил, оказалось, что я единственный, кто работал над этим. Через какое-то время Кен Вильямс и Эл Лоуи заметили меня и взяли в команду над игрой Black Cauldron".
Во время разработки игры The Black Cauldron Скотт Мэрфи и Марк Кроу подружились и, оказалось, что они оба любят научную фантастику. В итоге, они создали концепт из четырех локаций и предложили ее основателю Sierra, Кен Вильямсу, в дальнейшем это станет началом игры Space Quest. Первая часть вышла в 1986 году, Space Quest быстро завоевал популярность среди любителей приключенческих игр, и Мэрфи вместе с Кроу разработал еще три игры, остановившись на Space Quest IV в 1991 году. Во время этого Мэрфи также работал над играми из других сериалов, таких как King's Quest, EcoQuest и Police Quest. После Space Quest IV Марк Кроу переехал работать в город Юджин, штат Орегон, где находилась дочерняя фирма Sierra, фирма Dynamix, где Марк создал Space Quest V без участия Скотта Мэрфи. Его вернули уже потом, когда Джош Мэндел бросил разработку Space Quest 6. В 1997 году Мэрфи начал работу над Space Quest 7, который был отложен и перезапущен несколько раз, пока Sierra, наконец, не закрыла главное здание в городе Оукхёрст, 22 февраля 1999 года. Мэрфи уволили и у него не было высшего образования, поэтому он работал на разных случайных работах, а потом переехал в Алабаму, чтобы помогать своей матери.
В 2012 году Скотт Мэрфи и Марк Кроу снова собрались вместе, чтобы создать компанию "Guys from Andromeda". Они провели кампанию на Kickstarter и занялись разработкой новой игры "SpaceVenture", которая является духовным продолжателем серии Space Quest.

## Внешние ссылки
- guysfromandromeda.com - Скотт Мерфидің ресми сайты
- Scott Murphy - профиль на MobyGames